# Timo Becker
Timo Becker (Herten, 11 november 1997) is een Duits voetballer die doorgaans als centrale verdediger speelt. In 2019 maakte hij zijn debuut in het betaalde voetbal voor Schalke 04 in de Bundesliga. In 2022 vertrok hij naar Holstein Kiel. Na drie jaar keerde hij terug bij Schalke 04.

## Clubloopbaan

### Jeugd
Becker begon met voetballen bij SV Erle 08 en stapte in 2001 over naar SSV Buer. In 2007 vervolgde hij zijn opleiding als 10-jarige in de jeugdacademie van Schalke 04. Na zes jaar bij Schalke sloot hij zich aan bij de jeugd van Rot-Weiss Essen.

#### Rot-Weiss Essen
Kort na zijn overgang maakte Becker op 1 september 2013 zijn debuut in de onder-17 van Rot-Weiss Essen tijdens de thuiswedstrijd tegen de leeftijdsgenoten van 1. FC Köln. Hij begon in de basis en werd na 58 minuten gewisseld. Op 15 augustus 2015 debuteerde hij als centrale verdediger in de onder-19 tijdens de uitwedstrijd tegen Fortuna Düsseldorf –19. Zijn eerste doelpunt volgde op 29 augustus 2015 in de met 4–1 gewonnen thuiswedstrijd tegen Fortuna Köln –19, waarin hij in de 19e minuut de 1–1 maakte. Becker kwam dat seizoen tot 23 wedstrijden alvorens hij de overstap naar de senioren maakte.

### Rot-Weiss Essen
In de voorbereiding op het seizoen 2015/16 trainde Becker voor het eerst mee met de selectie van het eerste elftal van Rot-Weiss Essen. In februari 2016 verlengde hij zijn contract tot medio 2018. Op 15 maart 2016 maakte hij zijn debuut bij de senioren in de halve finale van de Niederrheinpokal. In de met 4–1 gewonnen thuiswedstrijd tegen FC Kray stond hij in de basis. In de finale tegen Wuppertaler SV, die met 3–0 werd gewonnen, bleef hij op de bank. Zijn debuut in de Regionalliga West volgde op 8 april 2016 tijdens de uitwedstrijd tegen Rot Weiss Ahlen, waarin hij één minuut voor het einde in het veld kwam.
In het seizoen 2016/17 maakte Becker definitief deel uit van de eerste selectie. Met vijf basisplaatsen kwam hij dat seizoen niet tot een doorbraak. In zijn tweede seizoen groeide hij vanaf de achtste speelronde uit tot vaste waarde onder trainer Sven Demandt. Dat seizoen bereikte hij met de club wederom de finale van de Niederrheinpokal, waarin met 2–1 werd verloren van Rot-Weiß Oberhausen. Na drie seizoenen en 87 wedstrijden voor Rot-Weiss Essen keerde Becker in mei 2019 terug naar Schalke 04.

### Schalke 04
Becker begon bij Schalke 04 in het tweede elftal en maakte op 10 augustus 2019 zijn eerste speelminuten tijdens de met 1–1 gelijkgespeelde thuiswedstrijd tegen SV Lippstadt 08. Hij luisterde zijn debuut op met een doelpunt door zijn ploeg op een 1–0 voorsprong te zetten. Op 29 november 2019 maakte hij als speler van het tweede elftal zijn debuut in de Bundesliga. In de thuiswedstrijd tegen 1. FC Union Berlin werd hij in de 89e minuut door trainer David Wagner in het veld gebracht voor Amine Harit..
In juli 2020 tekende Becker een profcontract en werd hij tijdens de voorbereiding op het seizoen 2020/21 definitief bij de eerste selectie gehaald. Door het vertrek van Jonjoe Kenny en Daniel Caligiuri was hij de enige rechtsback in de selectie, maar trainer Wagner koos ervoor om Sebastian Rudy op die positie te gebruiken. In de eerste seizoenshelft kwam Becker alleen in actie tijdens de met 8–0 verloren uitwedstrijd tegen Bayern München. Na de winterstop keerde zijn situatie ten goede en stelde de nieuwe trainer Christian Gross hem op 9 januari 2021 voor het eerst in de basis op tijdens de met 4–0 gewonnen thuiswedstrijd tegen TSG 1899 Hoffenheim. Hij speelde die wedstrijd de volledige 90 minuten en bleef de rest van het seizoen basisspeler. Schalke 04 eindigde dat seizoen op de 18e plaats, wat na dertig jaar leidde tot degradatie naar de 2. Bundesliga. Ondanks de degradatie verlengde Becker in april 2021 zijn contract tot medio 2023.
In zijn tweede seizoen bij de eerste selectie van Schalke 04 kreeg Becker te maken met zijn vijfde trainer in korte tijd, Dimitrios Grammozis. In de loop van de eerste seizoenshelft van 2021/22 raakte hij in conflict met de trainer, waarna hij in december werd teruggezet naar het tweede elftal. In de winterstop van dat seizoen werd hij voor de rest van het seizoen verhuurd aan Hansa Rostock. Na zijn terugkeer bij Schalke besloot Becker de club te verlaten en vervolgde hij zijn loopbaan bij Holstein Kiel.

#### Verhuur aan Hansa Rostock
In januari 2022 maakte Hansa Rostock bekend dat Becker tot het einde van het seizoen werd gehuurd van Schalke 04. Enkele dagen later maakte hij zijn basisdebuut in de thuiswedstrijd tegen 1.FC Heidenheim. De rest van het seizoen was hij een vaste waarde in het elftal van trainer Jens Härtel. Becker kwam tot 14 wedstrijden in de 2. Bundesliga, waarna hij aan het einde van het seizoen terugkeerde naar Schalke 04.

### Holstein Kiel
In juni 2022 tekende Becker een driejarig contract bij Holstein Kiel. Op 17 juli maakte hij zijn debuut voor de Noord-Duitse club tijdens de uitwedstrijd tegen Greuther Fürth.  In het met 2–2 gelijkgespeelde duel stond hij in de basis en maakte hij na een assist van Fabian Reese in de 29e minuut het openingsdoelpunt. Begin oktober liep Becker een peesblessure op waardoor hij een groot deel van de eerste seizoenshelft moest missen. Na de winterstop keerde hij terug in het elftal en sloot het seizoen 2022/23 af met 24 wedstrijden. Met Kiel eindigde hij op de achtste plaats in de 2. Bundesliga.
In de voorbereiding op het seizoen 2023/24 raakte Becker geblesseerd aan zijn enkelbanden, waardoor hij de seizoensstart miste. Op 2 september maakte hij in de vierde speelronde zijn rentree tijdens de uitwedstrijd tegen zijn voormalige club Schalke 04. Hij viel in de 63e minuut in voor de geblesseerd uitgevallen Finn Porath. Na zijn terugkeer veroverde hij een vaste plaats in de basis. Op 11 februari 2024 droeg hij, bij afwezigheid van Philipp Sander als Lewis Holtby, voor het eerst de aanvoerdersband van Kiel in de met 1–0 gewonnen thuiswedstrijd tegen Schalke 04. Door een blessure miste hij de laatste twee wedstrijden van het seizoen en moest hij vanaf de zijlijn toezien hoe Kiel de tweede plaats veiligstelde en voor het eerst in de clubgeschiedenis promoveerde naar de Bundesliga.
Bij de start van het seizoen 2024/25 was Becker volledig hersteld van zijn blessure en nam hij deel aan de voorbereiding. Hij beleefde met Holstein Kiel een moeizaam seizoen, maar was vanaf de openingswedstrijd een vaste waarde in de basis. Omdat eerste aanvoerder Lewis Holtby langdurig geblesseerd was, droeg Becker meerdere keren de aanvoerdersband. Begin december miste hij drie wedstrijden vanwege een gebroken teen die hij al op 17 augustus had opgelopen tijdens de bekerwedstrijd tegen  Alemannia Aachen. Na de winterstop keerde hij terug als basisspeler en vormde hij het centrum van de verdediging met winteraanwinst David Zec en Marco Komenda. Tot en met de laatste speeldag bleef hij basisspeler. Ondanks zijn inzet en vele speelminuten degradeerde Kiel na één seizoen weer naar de 2. Bundesliga. Nog voor het einde van het seizoen werd bekend dat Becker zou terugkeren naar Schalke 04.

### Schalke 04, terugkeer
In april 2025 werd bekend dat Becker op 28-jarige leeftijd voor de derde keer terugkeerde naar Schalke 04, de club waar hij zijn loopbaan begon. Hij ondertekende een contract tot medio 2029. Op 1 augustus maakte hij zijn officiële rentree in de 2. Bundesliga voor Schalke tijdens het thuisduel tegen Hertha BSC, dat eindigde in een 2-1 overwinning. Trainer Miron Muslic stelde hem als centrale verdediger op in de basis. Vanwege de afwezigheid van Kenan Karaman droeg Becker bovendien de aanvoerdersband.

## Clubstatistieken
| Seizoen                        | Club            | Competitie        | Competitie | Competitie | Beker | Beker | Internationaal | Internationaal | Overig | Overig | Totaal | Totaal |
| Seizoen                        | Club            | Competitie        | Wed.       | Dlp.       | Wed.  | Dlp.  | Wed.           | Dlp.           | Wed.   | Dlp.   | Wed.   | Dlp.   |
| ------------------------------ | --------------- | ----------------- | ---------- | ---------- | ----- | ----- | -------------- | -------------- | ------ | ------ | ------ | ------ |
| 2015/16*                       | Rot-Weiss Essen | Regionalliga West | 2          | 0          | 1     | 0     | –              | –              | –      | –      | 3      | 0      |
| 2016/17                        | Rot-Weiss Essen | Regionalliga West | 17         | 1          | 6     | 0     | –              | –              | –      | –      | 23     | 1      |
| 2017/18                        | Rot-Weiss Essen | Regionalliga West | 25         | 2          | 5     | 0     | –              | –              | –      | –      | 30     | 2      |
| 2018/19                        | Rot-Weiss Essen | Regionalliga West | 30         | 2          | 3     | 0     | –              | –              | –      | –      | 33     | 2      |
| 2019/20                        | FC Schalke 04   | Bundesliga        | 10         | 1          | 2     | 0     | –              | –              | 16     | 3      | 28     | 4      |
| 2020/21                        | FC Schalke 04   | Bundesliga        | 20         | 0          | 2     | 0     | –              | –              | 7      | 0      | 29     | 0      |
| 2021/22                        | FC Schalke 04   | 2. Bundesliga     | 5          | 0          | 1     | 0     | –              | –              | 7      | 1      | 13     | 1      |
| 2021/22                        | → Hansa Rostock | 2. Bundesliga     | 14         | 0          | –     | –     | –              | –              | –      | –      | 14     | 0      |
| 2022/23                        | Holstein Kiel   | 2. Bundesliga     | 24         | 3          | 1     | 0     | –              | –              | –      | –      | 25     | 3      |
| 2023/24                        | Holstein Kiel   | 2. Bundesliga     | 28         | 7          | 1     | 0     | –              | –              | –      | –      | 29     | 7      |
| 2024/25                        | Holstein Kiel   | Bundesliga        | 30         | 0          | 2     | 0     | –              | –              | –      | –      | 32     | 0      |
| 2025/26                        | Schalke 04      | 2.Bundesliga      | 1          | 0          | 0     | 0     | –              | –              | 0      | 0      | 1      | 0      |
| Carrière totaal                | Carrière totaal | Carrière totaal   | 206        | 16         | 24 ** | 0     | –              | –              | 30***  | 4      | 260    | 20     |
| Bijgewerkt tot 5 augustus 2025 |                 |                   |            |            |       |       |                |                |        |        |        |        |

* In het seizoen 2015/16 speelde Becker als A-junior mee in het eerste elftal van Rot-Weiss Essen.
** Hij speelde zijn meeste bekerwedstrijden in de DFB-Pokal, maar kwam daarnaast in actie in de Niederrheinpokal, waarin hij met Rot-Weiss Essen uitkwam in de seizoenen 2015/16 (2 wedstrijden), 2016/17 (5 wedstrijden), 2017/18 (5 wedstrijden) en 2018/19 (3 wedstrijden).
*** Bij Schalke 04 speelde hij als selectiespeler van het eerste elftal regelmatig wedstrijden voor het tweede elftal in de Regionalliga West. Hij kwam in de seizoenen 2019/20 zestien keer, 2020/21 zeven keer en 2022/23 nogmaals zeven keer in actie voor het tweede elftal.

## Erelijst
| Competitie                      |                 |                 |                 |                 |
| Competitie                      | Aantal          | Jaren           |                 |                 |
| Rot-Weiss Essen                 | Rot-Weiss Essen | Rot-Weiss Essen | Rot-Weiss Essen | Rot-Weiss Essen |
| ------------------------------- | --------------- | --------------- | --------------- | --------------- |
| Winnaar Landespokal Niederrhein | 1x              | 2015/16         |                 |                 |
| Schalke 04                      |                 |                 |                 |                 |
| Kampioen 2.Bundesliga           | 1x              | 2021/22         |                 |                 |